# Tunesische Liga für Menschenrechte
Die Tunesische Liga für Menschenrechte (arabisch الرابطة التونسية للدفاع عن حقوق الإنسان, DMG ar-Rābiṭa at-tūnisiyya li-d-difāʿ ʿan ḥuqūq al-insān), auch Ligue tunisienne des droits de l’homme (LTDH), ist eine tunesische Menschenrechtsorganisation. Sie ist Teil des Quartet du dialogue national, das 2015 den Friedensnobelpreis erhielt.
Die Tunesische Liga für Menschenrechte ist Mitglied der Internationalen Liga für Menschenrechte (FIDH).

## Mitglieder
Aktueller Präsident der Liga ist Abdessattar Ben Moussa. Zu den Mitgliedern gehört unter anderem Souhayr Belhassen, die Präsidentin der FIDH. In den 90er Jahren war der von der Regierung Zine el-Abidine Ben Alis verfolgte Khemaïs Ksila Vizepräsident.

## Tätigkeit
Die Liga war gemeinsam mit anderen Organisationen an der Erarbeitung der tunesischen Verfassung beteiligt. Die angestrebte Reformation der Polizei war 2016 nach Ansicht der Liga noch nicht weit genug gekommen.

## Auszeichnungen
- 1990 Prix des Droits de l’homme de la République française